# Ley de Libertad de Contratos
La Ley de Libertad de Contratos fue una legislación aprobada por el Congreso de Venezuela el 10 de abril de 1834 y promulgada cinco días después durante el Primer gobierno de José Antonio Páez.

## Historia
Basada en principios liberales la promulgación de la Ley de Libertad de Contratos del 10 de abril de 1834 dejaba en manos de particulares la facultad de contratar libremente entre sí respecto a los remates de bienes, así como respecto a la fijación de intereses para los préstamos concedidos y modificaba fundamentalmente las disposiciones de la legislación colonial que protegía hasta cierto punto los bienes del deudor y limitaba el monto del interés que se podía cobrar. Fue propuesta con el objetivo de que los acreedores tuvieran la libertad de rematar los bienes del deudor por la cantidad que se ofreciera por ellos, para así cobrarles. Su contenido, de siete artículos, tenía por objetivo estimular la economía venezolana, la cual había sido prácticamente devastada por la guerra de independencia. Pese a un éxito inicial, gracias a la masiva exportación de café, algunos eventos condicionantes propiciaron una grave crisis económica y política, llegando a ser modificada en 1848 por José Tadeo Monagas.